# John Law de Lauriston
Pour les articles homonymes, voir John Law.
Pour les autres membres de la famille, voir Law de Lauriston.
John Law ([ˈdʒɒn lɑs]), né le 16 avril 1671 à Édimbourg et mort le 21 mars 1729 à Venise, est un banquier et économiste franco-écossais.
Inventeur d'un système financier appelé par la suite système de Law, il devient en 1720 contrôleur général des Finances du royaume de France, auquel il tente d'imprimer un changement de paradigme financier par l'adoption du billet de banque et la mise en place d'un système boursier. Opposé aux théories bullionistes, sa vision économique est fondée sur l'idée que la monnaie n'est rien de plus qu'un moyen d'échange et ne constitue donc pas une richesse en elle-même. Précurseur de l'école classique, il considère que la richesse nationale dépend avant tout du commerce. Son système est en France pionnier dans l'utilisation du papier-monnaie en lieu et place des espèces métalliques et des factures. C'est également sous son ministère que le royaume connaît sa première expérience financière, centrale dans l'histoire des bourses de valeurs pour avoir réalisé les premières grandes émissions de titres. Il est le fondateur de la Compagnie des Indes, issue de la fusion de diverses compagnies coloniales françaises, dont la Compagnie du Mississippi.

## Biographie

### Famille et titulature
Il naît en Écosse, cinquième enfant de Jeanne Campbell et de William Law de Brunton, du clan Law de Lawbridge, fondateur de la famille Law de Lauriston (baronnet de Lauriston et propriétaire du château de Lauriston).
Fait marquis d'Effiat, de Charleval et de Toucy, comte de Tancarville le 30 juin 1718 et comte de Valençay, il possède, à partir de son arrivée en France puis de son accession au poste de contrôleur général des finances, les châteaux de Roissy-en-France, de Domfront, de Gonfreville-l'Orcher, de Guermantes et de Gerponville.
De son mariage avec Catherine Knollys, petite-fille de William Knollys, premier comte de Banbury, naît un fils sans postérité, Jean, cornette du prince d'Orange-Nassau, mort de la variole en 1734, à Maastricht, et une fille, Mary Catherine, mariée à son cousin germain lord Knollys, vicomte de Wallingford, également sans descendance.
Sa parenté ne survit donc que par sa fratrie : son frère William II, qui émigre également vers la France et épouse Rebecca Desves, de la famille de Percy, dont il a cinq enfants qui forment ainsi la branche française des Law de Lauriston ; Andrew, resté en Angleterre, qui se marie à Bethia de Melvil, union dont naissent deux fils, notamment Edward Law, baron Ellenborough et membre du Conseil du roi, d'où descendent les comtes d'Ellenborough, les comtes de Cottenham, les vicomtes d'Oxfuird et les Makgill (en) ; enfin Jeanne, épouse de John Hay de Latham, et Agnes, devenue lady Hamilton, des ducs d'Abercorn.

### Jeunesse et voyages à travers l'Europe
Baptisé le 21 avril 1671, il est le fils d'un banquier d'Édimbourg très influent dans sa corporation, sans doute à l'origine, par son habileté dans les opérations de change, de la propre vocation de John Law dans le domaine de la banque et de la prise de risque. À 17 ans, il hérite de la fortune de son père. Le 9 avril 1694, lors d'un duel, il tue son adversaire, Edward Wilson, pour obtenir les faveurs d'Elizabeth Villiers (en), plus tard comtesse d'Orkney. À 23 ans, il est jugé coupable et condamné à mort, par pendaison. Du fait qu'il s'agit d'un homicide involontaire, la peine est commuée en amende, mais le frère de Wilson fait appel et Law est condamné à une peine de prison. Il échappe à cette nouvelle sentence en s'enfuyant à Amsterdam, où, tirant profit de ses capacités de calcul mental, il s'essaie au jeu, avant de se pencher sur le fonctionnement de l'économie et sur l'étude de la banque.
Il publie plusieurs essais théoriques sur la masse monétaire dans l'économie, mais ses écrits n'ont pas un grand retentissement. Pendant vingt ans, il parcourt l'Europe — Amsterdam, Paris, Genève, Venise… — pour proposer ses idées, sans parvenir à les faire adopter. À Venise, il étudie les jeux d'argent et ses observations lui permettent d'accumuler méthodiquement une fortune considérable. Toujours à Venise, il s'initie également aux techniques bancaires les plus avant-gardistes de l'époque. Il observe notamment que les négociants vénitiens se séparent sans difficulté de leur monnaie d'or et d'argent en échange de leur équivalent papier, afin de faciliter leurs affaires et d’ainsi accroître leurs profits.
Il mûrit alors l'idée de créer une banque dans l'un des nombreux royaumes européens qui en sont alors dépourvus. Les banques commerciales qui fonctionnent déjà à Amsterdam, à Nuremberg, à Stockholm et à Londres émettent des billets à ordre en échange de dépôts en monnaie métallique, ce qui assure la convertibilité des billets à tout moment, gage de sécurité pour les clients, mais interdit à la banque de prêter à grande échelle. Pour s'en distinguer, il imagine attester la fiabilité de ses billets par les revenus d'une certaine quantité de terres agricoles, constituant le capital de base. La convertibilité à tout moment, contre des espèces métalliques, ne serait alors pas garantie, mais les clients auraient l'assurance que la valeur indiquée sur chaque billet émis correspondrait bien à une richesse foncière existante. Cette structure est véritablement novatrice, et fondamentale dans l'histoire de la monnaie en tant que première étape de l'abandon progressif du bimétallisme au profit de la monnaie fiduciaire.
Son système, où une nouvelle monnaie, indépendante de l'or et de l'argent, pourrait les remplacer, correspond alors à un réel besoin des économies européennes de disposer de beaucoup plus de moyens de paiement, plus souples et plus modulables. L'Europe est alors à la veille de sa révolution industrielle. Or, du fait de la diminution des arrivages de métaux précieux, notamment en provenance des Amériques, la monnaie se raréfie et les économies s'ankylosent, confirmant les théories mercantilistes selon lesquelles la prospérité est fonction de la quantité d'or et d'argent en circulation. Un autre avantage de son système était de pouvoir régler l'émission de la nouvelle monnaie en tenant compte des besoins de l'économie et de l'État.
Il fait une série de propositions, d'abord au roi de Sicile, puis au duc de Savoie, qui sont rejetées, l'incitant à venir en France. Au cours de l'année 1708, il est reçu en audience par le contrôleur général des finances Nicolas Desmarets. Celui-ci « avait accueilli un grand projet de banque organisée par John Law qui, en cas d'insuccès, avait offert cinq cent mille francs pour les pauvres. Mais Louis XIV n'avait pas voulu entendre seulement parler des plans de cet “aventurier huguenot” ».

### Système de Law (1715-1720)

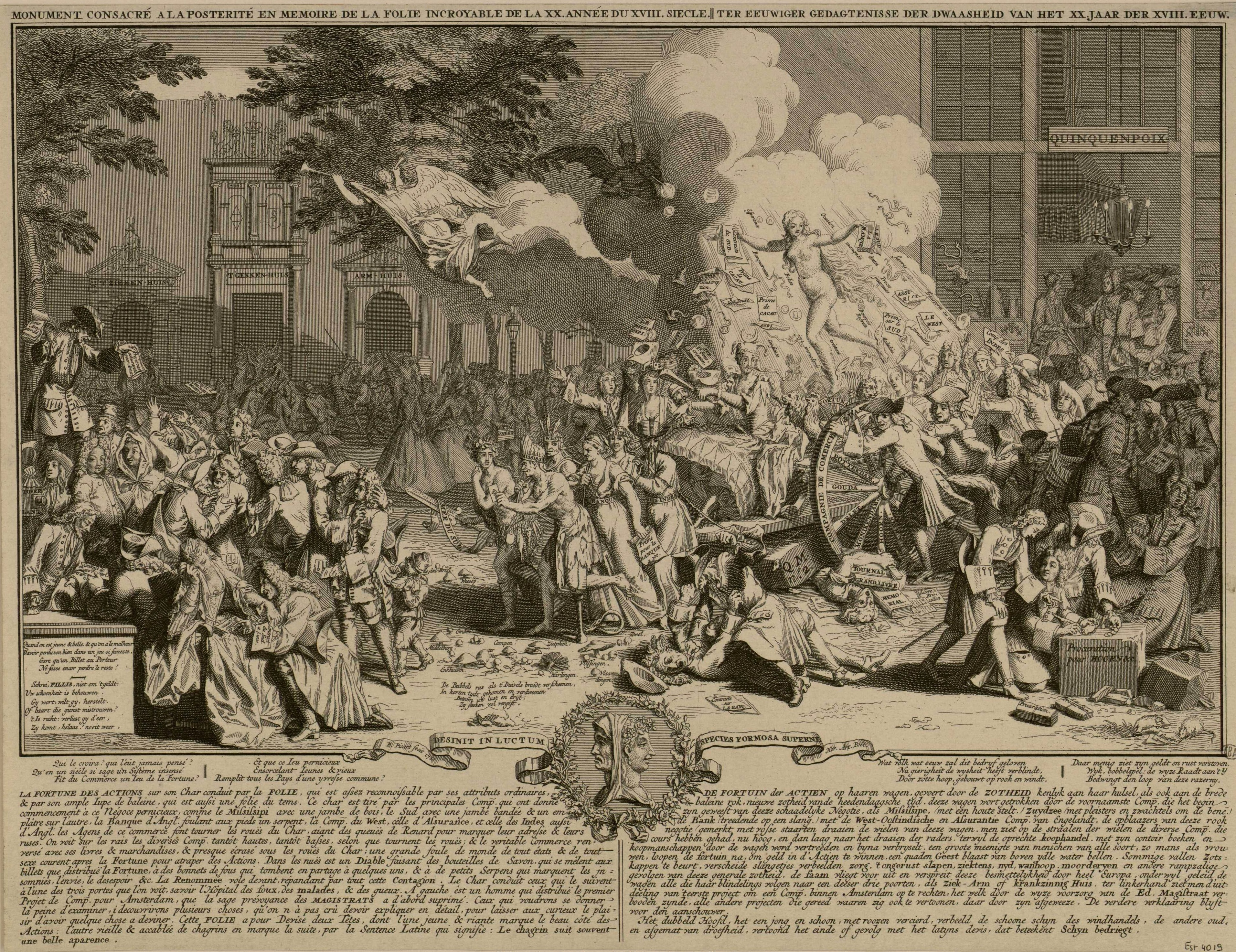
Gravure satirique de Bernard Picart sur les différents aspects du « système de Law » et sa banqueroute en 1720. (Texte en français et en hollandais).

En 1715, à la mort de Louis XIV, Law revient en France pour offrir ses services en tant qu'économiste à Philippe d'Orléans, régent jusqu'à la majorité de Louis XV, qui n'a alors que cinq ans. La situation financière du pays est alors extrêmement préoccupante : la dette de l'État français représente dix années de recettes fiscales du Royaume, notamment en raison de l'accumulation des dépenses pendant le règne précédent dans les guerres et les constructions. De plus, quelques dizaines de financiers en quête d'affaires se sont fortement enrichis aux dépens du royaume. Les ministres et les personnalités influentes ne proposent aucune solution durable sur le long terme. D'abord réticent à la suite de l'avis perspicace de Rouillé du Coudray, le Régent se décide à suivre les théories de Law, quoique considérées comme très audacieuses par ses contemporains, mais qui lui semblent permettre de régler le problème de l'endettement et de relancer l'activité économique du pays, alors paralysée par de lourds impôts et un manque de confiance dans la santé financière du royaume, incitant davantage à la thésaurisation qu'à la dépense (voir théorie de l'offre et de la demande). John Law est autorisé à créer en 1716 la Banque générale et à émettre du papier-monnaie contre de l'or. Le Régent lui-même participe à la souscription des actions de la nouvelle banque. Il ne s'agit pas d'une banque foncière, mais d'une banque ordinaire, sur le modèle hollandais, qui échange des dépôts de monnaie métallique contre des billets, sans frais de courtage, les bénéfices étant obtenus grâce au change et aux opérations d'escompte. Elle connaît rapidement un certain succès, la monnaie émise représentant un gain d'efficacité pour les négociants. La banque commence alors à accroître le volume de ses émissions, imprimant plus de papier-monnaie qu'elle n'a réellement d'or et d'argent en dépôt. À ce niveau, la création monétaire est garantie par divers revenus que la banque peut s'assurer grâce à l'appui du Régent.
En 1717, pour se lancer lui-même dans le grand commerce avec l'outre-mer, John Law crée la Compagnie d'Occident, après avoir racheté la Compagnie du Mississippi, fondée en 1713 par le financier Antoine Crozat et responsable de la mise en valeur du considérable territoire de la Louisiane française, alors perçue comme symbole des opportunités du Nouveau Monde. Une vaste opération de propagande en faveur de la colonisation est lancée. John Law fait valoir auprès du grand public qu'il a lui-même investi dans un immense domaine en Louisiane, par pur besoin de confiance, n'ayant en réalité pas de véritable intention de développer ces terres lointaines.
En 1718, la Banque générale devient Banque royale, garantie par le roi. Law achète cette année-là l'hôtel Langlée, nos 46-50, rue Neuve-des-Petits-Champs, qu'il échange en 1720 contre l'hôtel Tubeuf, situé au no 8 de la rue, et qui appartenait au duc de Mazarin. En 1719, la Compagnie d'Occident absorbe d'autres compagnies coloniales françaises, dont la Compagnie du Sénégal, la Compagnie de Chine et la Compagnie française des Indes orientales, et devient la Compagnie perpétuelle des Indes. La nouvelle compagnie dispose d'une souveraineté de fait sur le port de Lorient qui connaît alors une activité commerciale sans précédent. Cette même année, la Compagnie renégocie pour le compte du Royaume les nombreuses rentes dont il était redevable, et qu'elle obtient à des taux rabaissés. Elle offre au Royaume de lui prêter les 1 200 millions de livres nécessaires à cette vaste opération de rachat, contre une annuité égale à 3 % du total, et dont les règlements se font en billets de banque. Les nouvelles souscriptions sont particulièrement bien accueillies alors que les nouveaux billets ont une valeur supérieure à leur équivalent en monnaie métallique, engendrant un début d'inflation cachée par l'appréciation des billets-papier, dont seuls les plus importants possesseurs commencent à douter.
En août 1719, la Compagnie obtient de l'État un privilège sur la perception des impôts indirects et sur la fabrication de la monnaie. John Law acquiert cette même année une parcelle du fief de la Grange-Batelière, délimitée par les rues de Richelieu, Neuve-des-Petits-Champs, Vivienne et Saint-Augustin, pour la somme de 258 980 livres.
En 1720, la Banque royale et la Compagnie perpétuelle des Indes fusionnent, tandis que John Law est nommé contrôleur général des finances le 5 janvier, puis surintendant général des Finances. Il prend pour secrétaire particulier l'économiste Jean-François Melon et nomme Nicolas Dutot sous-trésorier de la nouvelle société.

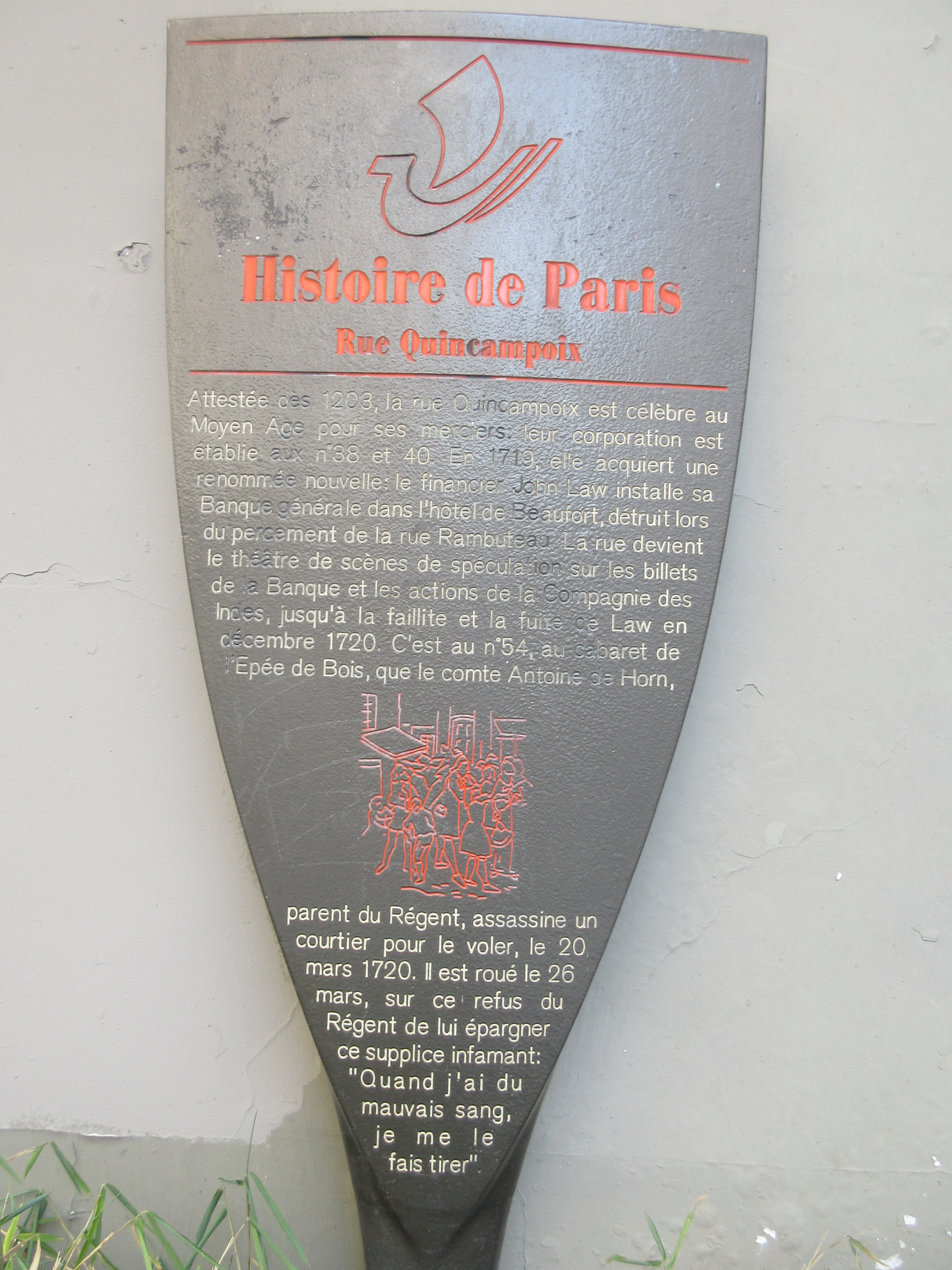
Panneau Histoire de Paris
« Rue Quincampoix »

Ce mois-là, plus d'un milliard de livres de billets de banque sont émises, et le capital de la société se monte à 322 millions de livres. La fin du système Law s'annonce cependant tandis que les ennemis de John Law — notamment le duc de Bourbon et le prince de Conti — poussent à une spéculation à la hausse dans le but de faire s'effondrer le système. Le prix de l'action de la compagnie, multiplié par 40, passe alors de 500 à 20 000 livres. À la suite de quoi certains des plus importants possesseurs de billets commencent à demander à réaliser leurs avoirs en pièces d'or et d'argent, causant immédiatement l'effondrement de la confiance dans le système. Dès le 24 mars, le système de Law est en banqueroute et les déposants se présentent en masse pour échanger leur papier-monnaie contre des espèces métalliques que la société ne possède déjà plus. Cette crise, l'un des premiers krachs de l'histoire, cause la ruine des déposants, et par là-même une totale rupture de confiance. Malgré l'échec de sa tentative de relance de l'économie française, Law et son système ont toujours, trois siècles plus tard, une influence cardinale sur la théorie monétaire moderne, qui en intègre de nombreux concepts clefs.

### Fuite et conséquences de la banqueroute

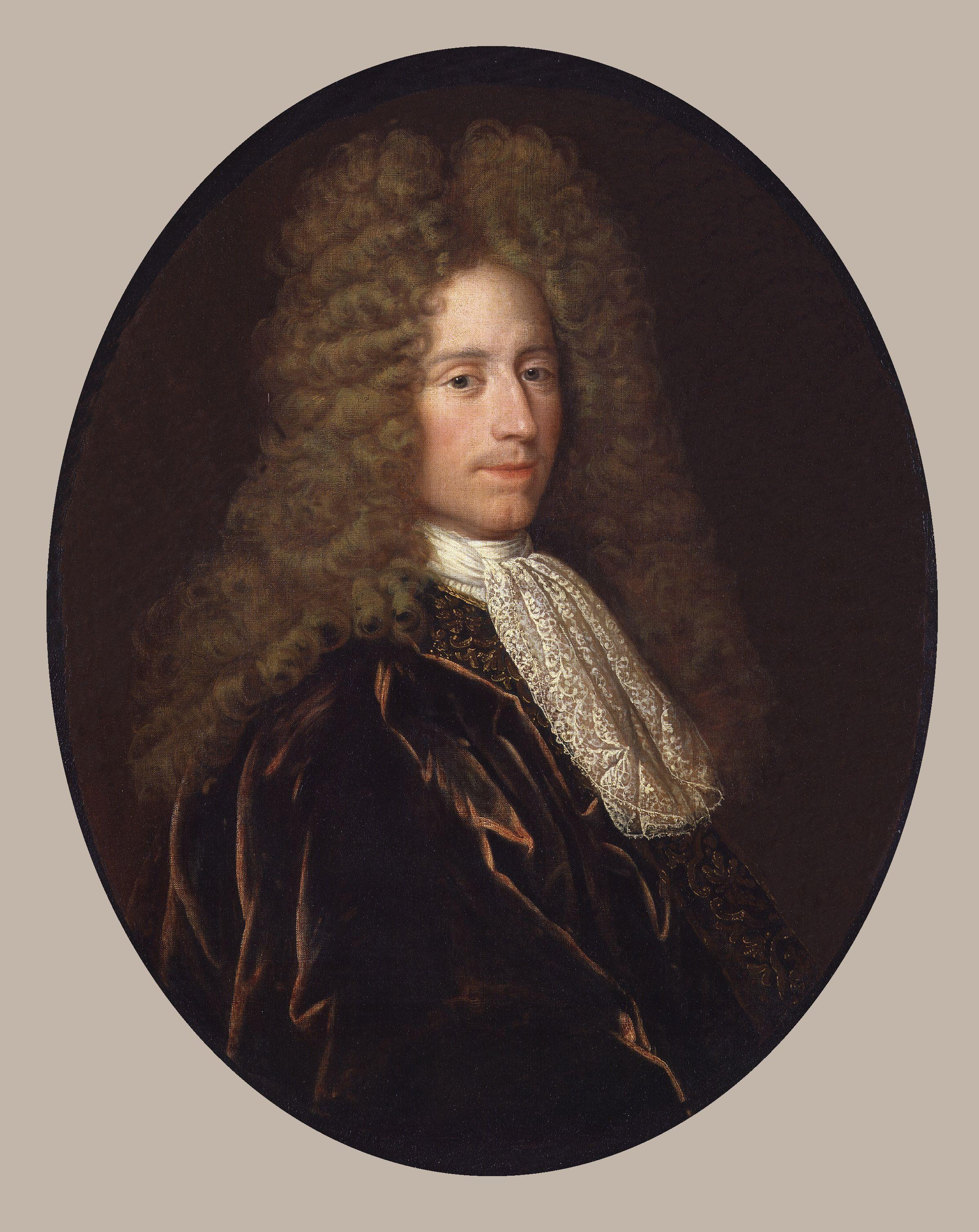
Alexis Simon Belle, Portrait de John Law, (vers 1715 – 1720), Londres, National Portrait Gallery.

En décembre 1720, John Law, ruiné, est obligé de fuir le royaume. Sous la protection officieuse du Régent, Law se réfugie à Venise.
Financièrement exsangue lors de son arrivée, la France se voit à son départ environ un dixième ruinée ou appauvrie, principalement chez les riches actionnaires. Quelques autres, bénéficiant de renseignements de première main, se sont en revanche considérablement enrichis. S'il fait perdre confiance dans le papier-monnaie et dans l'État, son système permet pourtant l'assainissement de la dette de celui-ci en en déplaçant la charge sur de nombreux épargnants. L'économie du pays est défaite de l'endettement généralisé et de la pénurie de liquidités, dont elle était paralysée. Les agents économiques sont en effet libérés de l'endettement chronique, et l'inflation allège à tout le moins les dettes privées de moitié. Les principales victimes de la banqueroute sont en réalité les rentiers, hors immobilier ; en revanche, la remise en mouvement de l'économie voit la situation générale des sujets de plus basse condition s'améliorer.

### Dernières années
À la mort du Régent en décembre 1723, John Law perd son principal protecteur. Il est interdit de séjour en France mais une bonne partie de ses biens, placés sous séquestre, passent par la suite dans le giron de sa famille, non à sa veuve Catherine Knollys, qui meurt en 1747, mais à leurs enfants John et Mary Catherine, qui suivent John Law dans son exil, d'abord à Utrecht puis à Bruxelles, et héritent à sa mort d'une importante rente dont ils vivent après 1729.
Entre-temps, John Law obtient un poste d'appoint auprès du Premier ministre britannique Robert Walpole qui l'envoie en mission officieuse en Bavière où il tente sans succès de s'établir à la cour du duc Maximilien-Emmanuel. En 1726, il arrive à Venise où, vivant d'expédients et de jeu, il rencontre Montesquieu en 1728 avec lequel il aurait eu plusieurs entretiens. Peu après le carnaval, John Law meurt d'une pneumonie, le 21 mars 1729. Il est inhumé dans la basilique Saint-Marc avant d'être déplacé par son petit-neveu Jacques Alexandre Law de Lauriston, marquis de Lauriston et maréchal de France, qui le fait déposer dans l'église San Moisè où une plaque existe encore aujourd'hui dans l'allée centrale.

## Œuvres

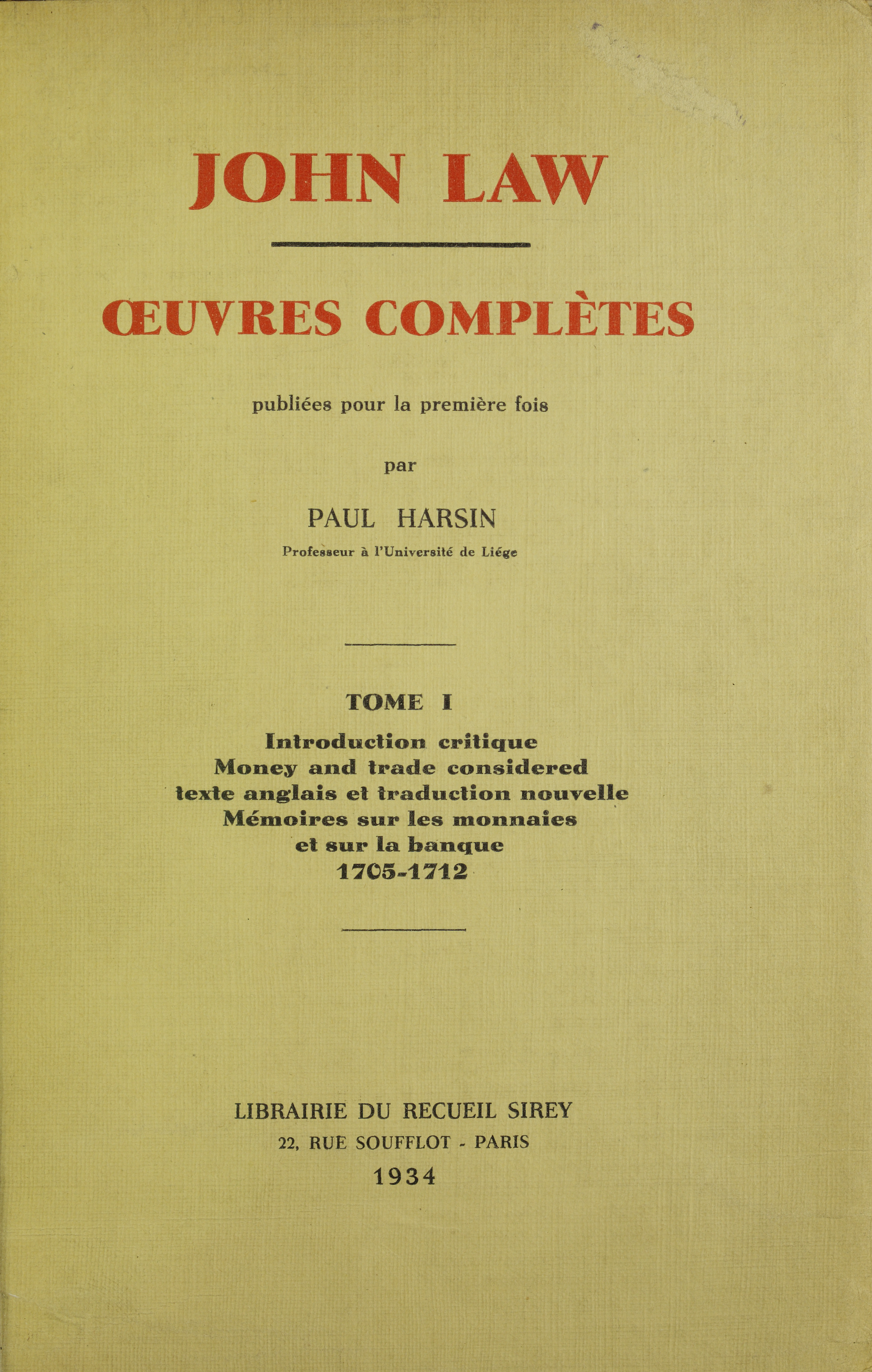
Money and Trade considered, with a proposal for supplying the Nation with money (éditions Recueil Sirey, 1934).

- Considérations sur le numéraire et le commerce (La Haye, 1705).

## Postérité
- Dans Lettres persanes, Montesquieu fait la satire de John Law et de son système à la lettre xxiv (Wikisource) :

« D’ailleurs ce roi est un grand magicien : il exerce son empire sur l’esprit même de ses sujets ; il les fait penser comme il veut. S’il n’a qu’un million d’écus dans son trésor, et qu’il en ait besoin de deux, il n’a qu’à leur persuader qu’un écu en vaut deux, et ils le croient. S’il a une guerre difficile à soutenir, et qu’il n’ait point d’argent, il n’a qu’à leur mettre dans la tête qu’un morceau de papier est de l’argent, et ils en sont aussitôt convaincus. »

et surtout à la lettre cxlii (Wikisource), où Law est représenté allégoriquement dans un conte mythologique, sous les traits du fils du dieu des vents Éole, comme un bonimenteur avide et sans scrupule :

« Voulez-vous être riches ? Imaginez-vous que je le suis beaucoup, et que vous l’êtes beaucoup aussi ; mettez-vous tous les matins dans l’esprit que votre fortune a doublé pendant la nuit ; levez-vous ensuite ; et, si vous avez des créanciers, allez les payer de ce que vous aurez imaginé ; et dites-leur d’imaginer à leur tour. [...] Je sais que vous avez des pierres précieuses ; au nom de Jupiter, défaites-vous-en : rien ne vous appauvrit comme ces sortes de choses ; défaites-vous-en, vous dis-je : si vous ne le pouvez pas par vous-mêmes, je vous donnerai des hommes d’affaires excellents. »

- Dans Le Système, pièce d'Antoine Rault, où le personnage de Law est interprété par Lorànt Deutsch.
- Dans Les Voyageurs de l'impériale, roman de Louis Aragon appartenant au cycle du Monde Réel, le personnage principal, Pierre Mercadier, est un professeur d’histoire qui tente des années durant d’écrire sa biographie. Le titre même de l’œuvre est à lui rattacher.

### Sources et bibliographie
- (en) William Harrison Ainsworth, John Law: The Projector, roman, 1881.
- Georges Oudard, La vie très curieuse de Law aventurier honnête homme, Paris, Plon, 1927, 382 p.
- Jean Daridan, John Law : père de l'inflation, 1938.
- (en) Robert Minton, John Law: The Father of Paper Money, 1975.
- Edgar Faure, La Banqueroute de Law : 17 juillet 1720, Paris, Gallimard, coll. « Trente Journées qui ont fait la France », 1977, 742 p.
- Arnaud de Maurepas, Antoine Boulant, Les ministres et les ministères du siècle des Lumières (1715-1789). Étude et dictionnaire, Paris, Christian-JAS, 1996, 452 p.
- Nicolas Dutot, Histoire du Système de John Law – Publication intégrale du manuscrit inédit de Poitiers, établie et introduite par Antoin E. Murphy, Paris, INED, 2000, 406 p.
- Antoin E. Murphy, « John Law et la gestion de la dette publique », dans La dette publique dans l'histoire. « Les Journées du Centre de Recherches Historiques » des 26, 27 et 28 novembre 2001, Paris, Comité pour l’histoire économique et financière de la France, 2006 (ISBN 978-2-11-094800-7, lire en ligne), p. 269-296
- Antoin E. Murphy, John Law, économiste et homme d’État, Peter Lang, 2007,  (ISBN 978-9052013664).
- (en) A. W. Wiston-Glynn, John Law of Lauriston: Financier and Statesman, Founder of the Bank of France, Originator of the Mississippi Scheme, 2010.
- Science & Vie économie no 18 du 16 juin 1986.
- Nicolas Buat, John Law. La dette ou comment s'en débarrasser, Les Belles Lettres, 262 pages, 2015.
- Bertrand Martinot, John Law : le magicien de la dette, Nouveau Monde éditions, 320 pages, 2015.
- François R. Velde, « La dette en France de 1715 à 1726 », dans Les crises de la dette publique. XVIIIe-XXe, Paris, Comité pour l’histoire économique et financière de la France, 2019 (ISBN 978-2-11-129463-9, lire en ligne), p. 213-238
- (en) John Phlip Wood, Memoirs of the Life of John Law of Lauriston (« Mémoires de la vie de John Law de Lauriston »), Londres, A. Black, 1824.